# باول برايان روزاريو
باول برايان روزاريو هو لاعب رماية فلبيني، ولد في 17 أبريل 1982.

## وصلات خارجية
- باول برايان روزاريو على موقع أوليمبيديا (الإنجليزية)